# Johannes Rydberg

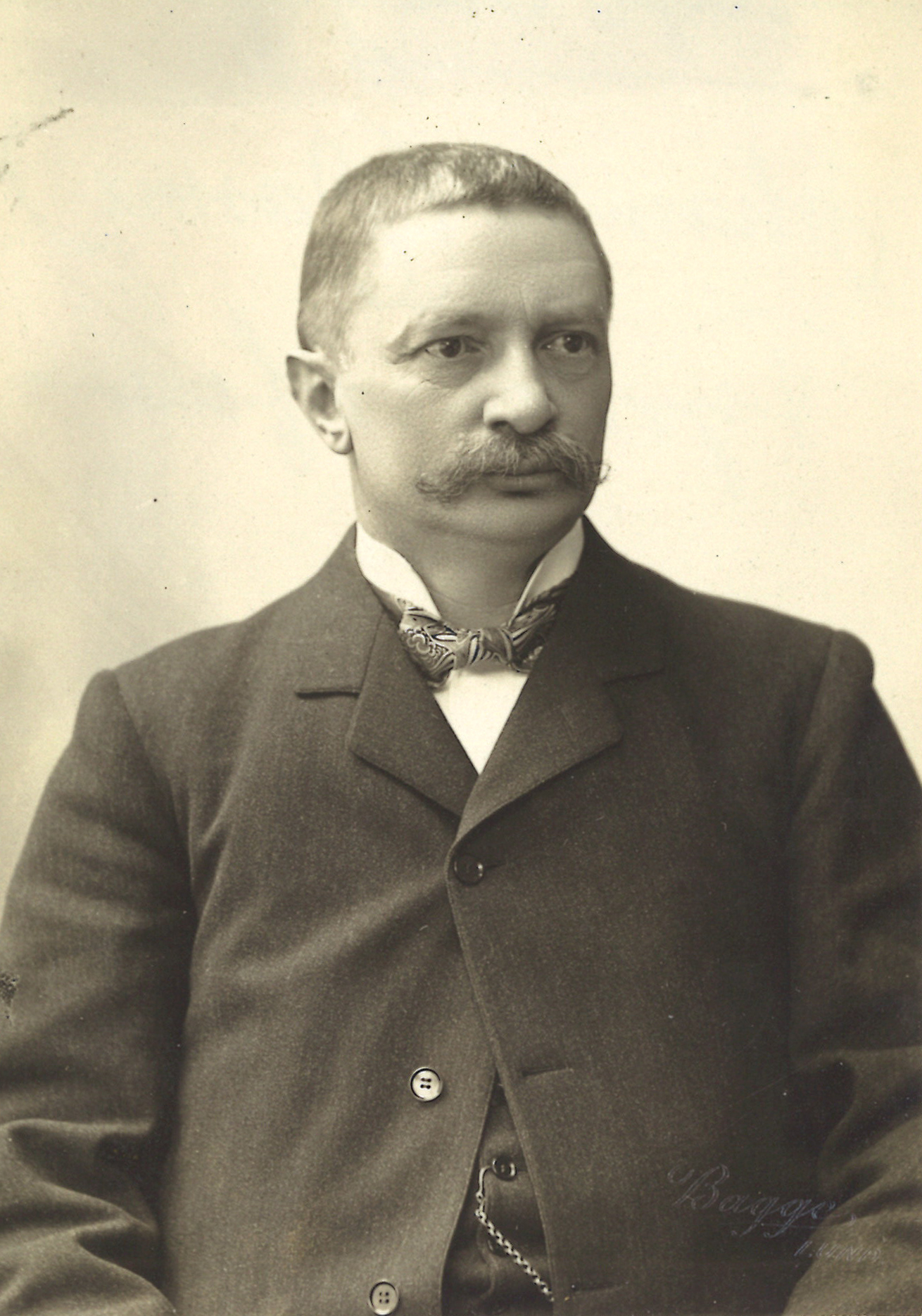
Johannes Rydberg

Johannes Robert Rydberg (* 8. November 1854 in Halmstad; † 28. Dezember 1919 in Lund), auch bekannt als Janne Rydberg, war ein schwedischer Physiker und ist hauptsächlich bekannt für die Aufstellung der Rydberg-Formel. Sie gibt die Wellenlänge elektromagnetischer Strahlung an, die ein Elektron in einem Atom beim Übergang zwischen zwei Energieniveaus emittiert.
Eine physikalische Konstante, die Rydberg-Konstante, ist nach ihm benannt, davon abgeleitet die Rydberg-Frequenz und die Rydberg-Energie. Angeregte Atome mit sehr hohen Werten der Hauptquantenzahl n werden Rydberg-Atome genannt, die Beschäftigung mit solchen Rydberg-Zuständen wird bisweilen „Rydberg-Physik“ genannt. In Anerkennung seiner Leistungen sind ein Krater des Mondes  und der Asteroid (10506) Rydberg nach ihm benannt. 
An der Universität Lund verbrachte er sein gesamtes wissenschaftliches Leben. Am 26. Juni 1919 wurde er zum auswärtigen Mitglied der Royal Society gewählt.